# Ninon Vallin

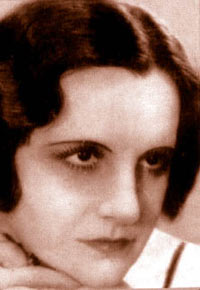
Ninon Vallin

Ninon Vallin, eigentlich Eugénie Vallin, (* 8. September 1886 in Montalieu-Vercieu, Département Isère; † 22. November 1961 in Millery, nahe Lyon) war eine französische Theaterschauspielerin, Opernsängerin (Sopran) und Gesangspädagogin.

## Leben
Vallin studierte am Konservatorium in Lyon und später in Paris. Sie wurde 1911 von Claude Debussy entdeckt um in Le Martyre de Saint Sébastien zu singen. Später sang sie in zahlreichen Opern und Operetten. Ihre Karriere dauerte mehr als vier Jahrzehnte, in denen sie international erfolgreich war.
Von 1953 bis 1959 war sie Professorin am Konservatorium in Montevideo.

## Aufnahmen
Ninon Vallin machte von 1913 bis in die frühen 1950er Jahre Gesangsaufnahmen, die heute als CD-Einspielungen erhältlich sind. Darunter sind:
- Louise (abridged); geleitet von Eugène Bigot 1935
- Werther; geleitet von Elie Cohen 1931
- Les noces de Jeannette; geleitet von Laurent Halet 1922.[1]